# Herman Strecker
Ferdinand Heinrich Herman Strecker (ur. 24 marca 1836 w Filadelfii, zm. 30 listopada 1901 w Reading) – amerykański entomolog, kolekcjoner motyli i ciem oraz rzeźbiarz. 
W 1872 roku opublikował ilustrowaną książkę Lepidoptera Rhopaloceres and Heteroceres, Indigenous and Exotic, with Descriptions and Colored Illustrations, a w 1878 roku – Butterflies and Moths of North America. Herman Strecker pozostawił po sobie liczący 50 tys. okazów zbiór motyli i ciem w obu Amerykach największy w owym czasie. Obecnie przechowywany jest w większości w Muzeum Przyrodniczego imienia Fielda w Chicago. 